# 유리 블라소프
유리 페트로비치 블라소프(러시아어: Юрий Петрович Власов, 1935년 12월 5일 ~ 2021년 2월 13일)는 전 소련의 역도 선수이다. 그는 1960년과 1964년 하계 올림픽에 참가하여 각각 1위와 2위를 하였으며, 두 대회의 개회식에서 소련 선수단의 기수였다. 자신의 선수 경력 동안 블라소프는 세계 선수권 대회에서 4번 우승했고, 34개의 세계 기록을 세웠다. 그는 1968년에 은퇴하고, 나중에 저명한 작가이자 정치인이 되었다.

## 생애 및 대회 경력
우크라이나 마키이우카에서 태어난 블라소프는 1959년과 1963년 사이에 3개의 세계 기록을 세웠다. 그는 1960년 로마 올림픽에 나가 헤비급 부문에서 금메달을 획득하였다.
4년 후, 도쿄 올림픽에서 그는 또 다른 소련의 역도 선수 레오니트 자보틴스키에게 뒤져서 2위를 했다. 블라소프는 그 대회에서 세계 기록을 깨고 금메달과 함께 은퇴하는 것을 목표로 했다.
블라소프가 1964년 하계 올림픽 이후 은퇴를 선언했지만, 재정적인 이유로 1966년에 최고 수준의 훈련을 재개하였다. 그는 1967년 5월 15일에 자신의 마지막 세계 기록을 세웠다.
1968년 6월에 스포츠 무대에서 은퇴한 그는 비슷한 시기에 스포츠 강사로 근무한 소련 육군에서 은퇴하였다.

## 정치 생활
블라소프는 1989년 소련 공산당으로부터 제외되어 모스크바의 류블랸스키 구역을 위한 소련 인민대표대회에 선출되었다.
1993년 러시아 연방의 국가두마에 선출되었다. 1996년 러시아 대통령 선거에서 후보로 나갔으나 0.20% 만의 지지율을 얻고 정계에서 은퇴하였다.

## 역대 선거 결과
| 선거명      | 직책명          | 대수 | 정당   | 득표율 | 득표수    | 결과 | 당락 |
| ----------- | --------------- | ---- | ------ | ------ | --------- | ---- | ---- |
| 1996년 선거 | 러시아의 대통령 | 1대  | 무소속 | 0.20%  | 151,282표 | 9위  | 낙선 |